# Calanoida
Calanoida zijn een orde van de eenoogkreeftjes in de superorde Gymnoplea.

## Kenmerken
Calanoïde copepoden onderscheiden zich van andere roeipootkreeftjes door het bezit van lange eerste antennes en tweetakkige tweede antennes.

## Leefwijze
Eenoogkreeftjes uit deze orde zijn kleine, planktonisch levende kreeftachtigen die zowel in zoet water als in zeewater leven. Calanoïde eenoogkreeftjes zijn dominant in het plankton in vele wereldzeeën. Ze maken een belangrijk deel uit van de voedselketen.
De eieren ontwikkelen zich geleidelijk uit opeenvolgende naupliusstadia.

## Indeling

### Families
Er zijn 46 families:
- Acartiidae Sars G.O., 1903
- Aetideidae Giesbrecht, 1892
- Arctokonstantinidae Markhaseva & Kosobokova, 2001
- Arietellidae Sars G.O., 1902
- Augaptilidae Sars G.O., 1905
- Bathypontiidae Brodsky, 1950
- Boholinidae Fosshagen, 1989
- Calanidae Dana, 1849
- Candaciidae Giesbrecht, 1893
- Centropagidae Giesbrecht, 1893
- Clausocalanidae Giesbrecht, 1893
- Diaixidae Sars G.O., 1902
- Diaptomidae Baird, 1850
- Discoidae Gordejeva, 1975
- Epacteriscidae Fosshagen, 1973
- Eucalanidae Giesbrecht, 1893
- Euchaetidae Giesbrecht, 1893
- Fosshageniidae Suárez-Morales & Iliffe, 1996
- Heterorhabdidae Sars G.O., 1902
- Hyperbionychidae Ohtsuka, Roe & Boxshall, 1993
- Kyphocalanidae Markhaseva & Schulz, 2009
- Lucicutiidae Sars G.O., 1902
- Megacalanidae Sewell, 1947
- Mesaiokeratidae Matthews, 1961
- Metridinidae Sars G.O., 1902
- Nullosetigeridae Soh, Ohtsuka, Imabayashi & Suh, 1999
- Paracalanidae Giesbrecht, 1893
- Parapontellidae Giesbrecht, 1893
- Parkiidae Ferrari & Markaseva, 1996
- Phaennidae Sars G.O., 1902
- Pontellidae Dana, 1853
- Pseudocyclopidae Giesbrecht, 1893
- Pseudocyclopiidae Sars G.O., 1902
- Pseudodiaptomidae Sars G.O., 1902
- Rhincalanidae Geletin, 1976
- Ridgewayiidae Wilson M.S., 1958
- Rostrocalanidae Markhaseva, Schulz & Martínez Arbizu, 2009
- Ryocalanidae Andronov, 1974
- Scolecitrichidae Giesbrecht, 1893
- Spinocalanidae Vervoort, 1951
- Stephidae Sars G.O., 1902
- Subeucalanidae Giesbrecht, 1893
- Sulcanidae Nicholls, 1945
- Temoridae Giesbrecht, 1893
- Tharybidae Sars G.O., 1902
- Tortanidae Sars G.O., 1902

### Geslachten
Er is een geslacht gemarkeerd als nomen dubium.
- Eikocalanus Boeck, 1867 (nomen dubium)